# Mini (雑誌)
mini（ミニ）は、宝島社が発行する月刊ファッション誌（女性誌）。2000年8月創刊。毎月12日発売。主なテーマは「モテるボーイッシュ」。
2024年9月号より隔月刊。